# Římskokatolická farnost Zhůří
Římskokatolická farnost Zhůří je zaniklým územním společenstvím římských katolíků v rámci sušicko-nepomuckého vikariátu českobudějovické diecéze.

## O farnosti
Farnost ve Zhůří byla založena v roce 1766 při kostele Nejsvětější Trojice (postaven 1762). V letech 1940–1945 byla farnost nuceně podřízena biskupství v Pasově, v roce 1945 byla opět včleněna do Českobudějovické diecéze. Od 01.12.1946 byla farnost Zhůří spravována ze Železné Rudy. V padesátých letech 20. století se obec stala součástí vojenského újezdu Dobrá Voda. Roku 1952 byla celá vesnice včetně kostela srovnána se zemí. V 90. letech 20. století byla na místě kostela postavena malá kaple. Farnost byla ke dni 31.12.2019 zrušena a její území bylo začleněno do farnosti Čachrov. Duchovní správa je vykonávána z Velhartic.
| Kostel                     | Místo | Bohoslužba    | Bohoslužba    | Poznámka                                 |
| -------------------------- | ----- | ------------- | ------------- | ---------------------------------------- |
| Kostel Nejsvětější Trojice | Zhůří | nelze sloužit | nelze sloužit | zbořený farní kostel                     |
| Kaple Nejsvětější Trojice  | Zhůří | příležitostně | příležitostně | kaple na místě zbořeného farního kostela |